# HD 51424
HD 51424 è una stella di magnitudine 6,35 situata nella costellazione dell'Unicorno. Dista 914 anni luce dal sistema solare.

## Osservazione
Si tratta di una stella situata nell'emisfero celeste australe, ma molto in prossimità dell'equatore celeste; ciò comporta che possa essere osservata da tutte le regioni abitate della Terra senza alcuna difficoltà e che sia invisibile soltanto molto oltre il circolo polare artico. Nell'emisfero sud invece appare circumpolare solo nelle aree più interne del continente antartico. Essendo di magnitudine pari a 6,4, non è osservabile ad occhio nudo; per poterla scorgere è sufficiente comunque anche un binocolo di piccole dimensioni, a patto di avere a disposizione un cielo buio.
Il periodo migliore per la sua osservazione nel cielo serale ricade nei mesi compresi fra dicembre e maggio; da entrambi gli emisferi il periodo di visibilità rimane indicativamente lo stesso, grazie alla posizione della stella non lontana dall'equatore celeste.

## Caratteristiche
HD 51424 è una stella binaria spettroscopica, formata da due stelle diverse tra loro, in quanto la più luminosa è una gigante gialla di tipo spettrale G9.5III, mentre la secondaria è una stella bianca di classe A0IV. Il periodo orbitale durante il quale le due componenti ruotano attorno al proprio centro di massa è di circa 6,5 anni.